# Bundesvertrag

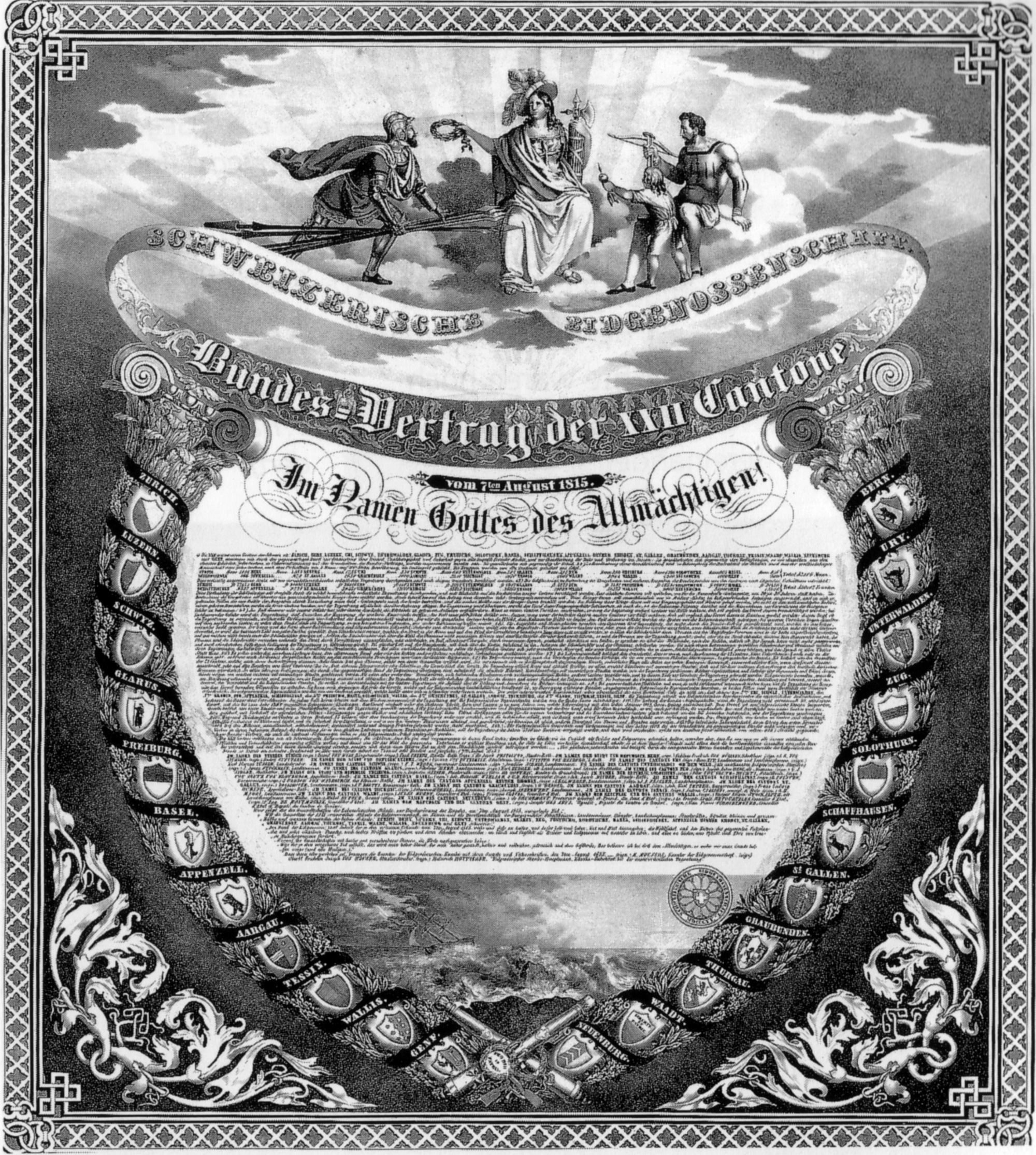
Der Bundesvertrag vom 7. August 1815. Zeitgenössischer Druck

Der Bundesvertrag stellte die völkerrechtliche Grundlage der Schweizerischen Eidgenossenschaft von 1815 dar. Er kam nach Interventionen der über Napoleon Bonaparte siegreichen Grossmächte zustande.
Der Bundesvertrag definierte einen Staatenbund zwischen 22 unabhängigen Kantonen. Er stellte während der Zeit von Restauration und Regeneration, von 1815 bis zur Bundesverfassung von 1848, die Rechtsgrundlage der Schweiz dar.

## Historische Entwicklung
Mit dem Einmarsch antifranzösischer Truppen 1813 verlor die Mediationsakte an Bedeutung und wurde von 10 der 19 Stände für ungültig erklärt, die gleichzeitig im Vorort Zürich die Eidgenössische Versammlung mit dem Ziel gründeten, einen neuen «Bundesverein» im Geist der alten Eidgenossenschaft zu gründen. Beteiligt waren 9 alte und 5 neue Orte. Ab Februar 1814 wurde über eine neue Verfassung diskutiert, die die Mediationsakte ablösen sollte.
Gleichzeitig war die Reaktion in vollem Gange. Das Berner Patriziat putschte sich in Bern an die Macht und hob die Souveränität der Waadt und des Aargaus erneut auf (Anschluss an Bern). Auch in den Kantonen Solothurn, Freiburg und Luzern übernahmen die Patrizier 1814 die Macht. Die Waldstätte Schwyz, Nidwalden und Uri sowie Zug wollten zurück in die Zeit vor der Helvetik und beriefen eine Gegentagsatzung ein. Im März 1814 stand die Schweiz kurz vor einem Bürgerkrieg zwischen reaktionären Ständen angeführt von Bern gegen gemässigte Stände angeführt von Zürich. An der sogenannten «Langen Tagsatzung» vom 6. April 1814 bis 31. August 1815 bestätigten die Gesandten der europäischen Grossmächte den Bestand der neuen Kantone und drohten mit einer «Zwangsvermittlung», wenn sich die Eidgenossen nicht einigten. Unter Einfluss von Ioannis Kapodistrias, Stratford Canning, Charles Pictet de Rochemont und August Ernst von Steigentesch entstand ein neuer Verfassungsentwurf. Darin wurde die Militärkompetenz des Bundes gestärkt, was die reaktionären Stände vehement ablehnten: Nur 9½ Stände waren damit einverstanden, insbesondere das grosse Bern war dagegen. Als erneut ein Zusammenhang der reaktionären Stände in einem Sonderbund und somit ein Bürgerkrieg drohte, erwogen die Grossmächte eine Aufteilung der Schweiz, was endlich zu einer Einigung der Tagsatzung und einem neuen Vertrag führte. Der neue Bundesvertrag wurde am 9. September 1814 verabschiedet und trat am 7. August 1815 in Kraft.

## Inhalt des Bundesvertrags

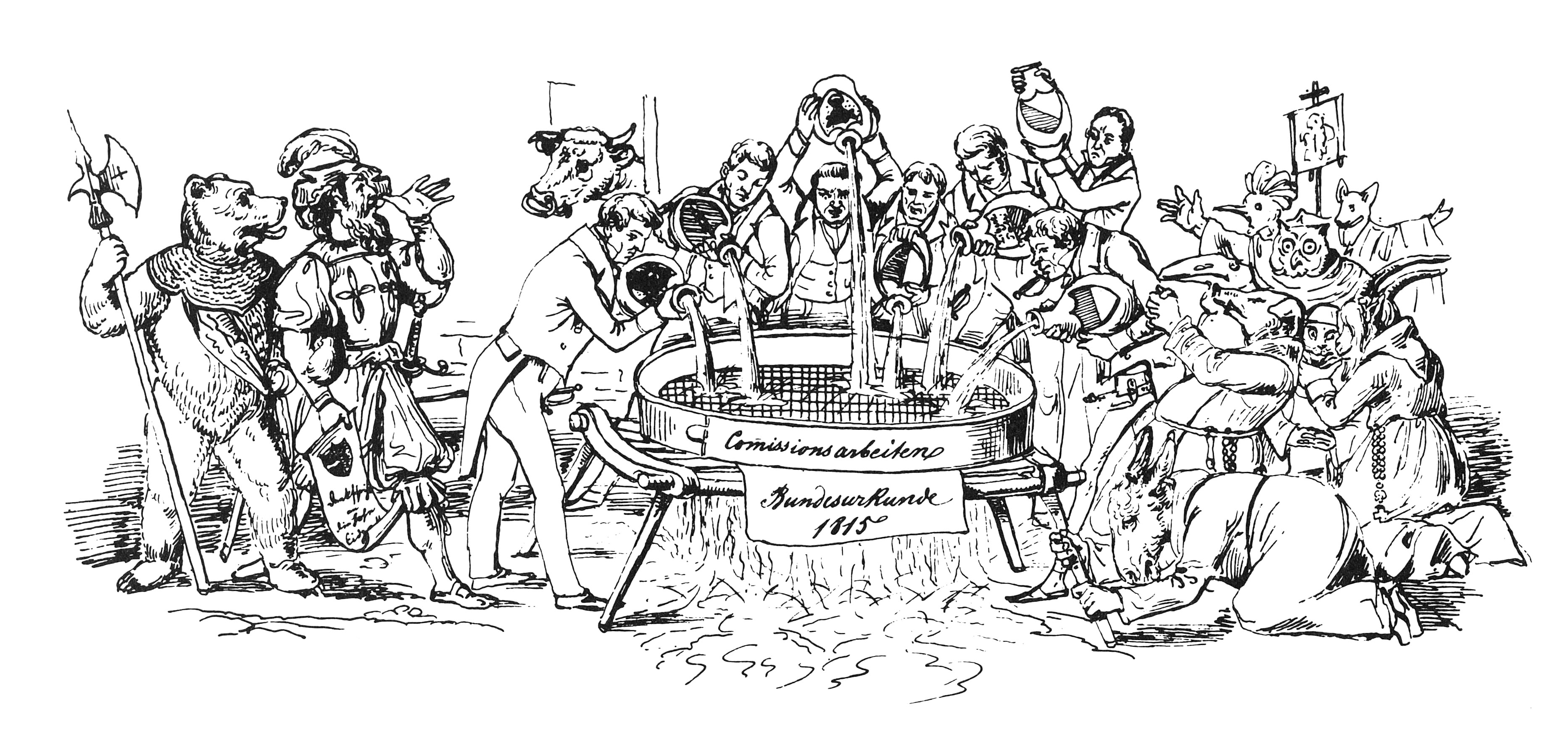
Zuviele Köche verderben den Brei: Karikatur der Entstehung des Bundesvertrags von Heinrich von Arx, 1833

Der Bundesvertrag bestand aus 15 Artikeln. Er sicherte die gleichberechtigte Freiheit der Kantone, Bürgerrechte wurden nur im sogenannten Untertanenverbot erwähnt. Die im Vergleich zur Mediationsakte stark geschwächte Bundesgewalt lag bei der Tagsatzung, die sich abwechselnd in den Vororten Zürich, Bern und Luzern zusammenfand. Einzige Kompetenz des Bundes lag in der gemeinsamen Sicherheitspolitik (Armee). Es gab auch keinen Schweizer Landammann mehr. Gebietskonflikte zwischen den Kantonen sollten durch ein Schiedsgericht des Wiener Kongresses gelöst werden.
Ein offener und ungelöster Streitpunkt war die Sonderbundsfrage. Diese führte 1847 zum Sonderbundskrieg und schliesslich 1848 zur Ersetzung des Bundesvertrages durch die Bundesverfassung.